# La ejecución de María, reina de Escocia
La ejecución de María, reina de Escocia, (título original: The Execution of Mary, Queen of Scots) es una película estadounidense dirigida por William Heise, basada en una idea de Alfred Clark, estrenada en 1895. Reconstruye la decapitación de María Estuardo, reina de Escocia, condenada a muerte por alta traición por su prima Isabel I de Inglaterra en 1587.
El director y el autor de esta película imaginan y utilizan por primera vez en el cine un efecto especial llamado stop trick, que utilizó profusamente Georges Méliès. Este truco permite simular una decapitación sustituyendo a una actriz por un maniquí. El historiador del cine estadounidense Charles Musser dice de esta película que aporta «una innovación notable al cine».

## Sinopsis
María Estuardo (interpretada, según Charles Musser, por Robert Thomae, secretario y tesorero de la Kinetoscope Company) se arrodilla ante el verdugo detrás del cual hay hombres armados. Apoya la cabeza en el tajo. El verdugo blande su hacha, la corta, la cabeza rueda por el suelo, el verdugo la presenta a los espectadores (la cámara).
- Título original: The Execution of Mary, Queen of Scots
- Producción: William Heise
- Guion: Alfred Clark
- Producción: Edison Manufacturing Company
- Duración: 18 segundos
- Formato: 35 mm con juego doble de 4 perforaciones Edison rectangulares, blanco y negro, mudo
- Estreno: Estados Unidos, agosto de 1895

## Interpretación
- María Estuardo: Robert Thomae

## Análisis
La parada de la cámara se realiza en dos etapas:
1. María Estuardo se arrodilla ante el verdugo y apoya la cabeza en el tajo. El verdugo levanta su hacha. En ese preciso momento, el director ordena a todos que se detengan, reina, figurantes, verdugo, que se congelen en su puesto. William Heise detiene inmediatamente el motor eléctrico de su cámara Kinetograph, la cámara que se utilizó para rodar las primeras películas de cine.
2. María Esturado en carne y hueso se levanta y es reemplazada por un maniquí con el mismo vestido y una cabeza falsa separable, que está dispuesta de manera idéntica. El Kinetograph se vuelve a poner en movimiento, el hacha cae, la cabeza falsa rueda por el suelo, el verdugo la levanta y la exhibe al público. «Una vez revelada la película, se deben eliminar los rastros de parar y reiniciar la cámara, habiendo provocado estas operaciones en cada ocasión unos fotogramas sobreexpuestos sobre la película que es necesario cortar, luego hay que unir, pegándolas, las dos partes útiles del rodaje. Charles Musser muestra, en la elección de sus ilustraciones, la soldadura  con acetona que une las dos partes.

Este truco, utilizado aquí en 1895, siempre se ha atribuido erróneamente a Georges Méliès, quien habría sido su inventor en 1896. El brillante «maestro de Montreuil», como lo llama el historiador del cine mundial Georges Sadoul, contó una famosa anécdota sobre las circunstancias de su «invención», la del ómnibus tirado por caballos, filmado en la Place de l'Opéra de París, que se convirtió en coche fúnebre tras un fallo técnico que habría obligado a Méliès a interrumpir su primera toma, y que obligó a Méliès  a arreglar la cámara sin moverla. Después de la reparación, habría continuado, registrando los dos vehículos antitéticos uno detrás del otro. Méliès no menciona el «pegado» esencial y presentó el invento como un buen truco de magia descubierto accidentalmente. En manos de un ilusionista nato como Méliès, esta maravillosa fábula es ya un buen número de music-halls. ¿Había visto la película de William Heise? Era posible; el francés tenía una relación amistosa con los cineastas ingleses y los cineastas ingleses fueron los primeros clientes (y también los primeros falsificadores) de los productos de Edison, y conocían y vendían todas las películas de la Edison Manufacturing Company.
Este análisis es compartido por un historiador e investigador, François Albera, quien comenta así la fábula de la sustitución ómnibus - coche fúnebre:
«El pegado siempre se practicaba en el caso de una sustitución conocida como “parada de cámara”» (Le Forestier 2002, p. 220). Por lo tanto, parece descartado que el efecto pudiera haber sido descubierto al proyectar la película y que se hubiera grabado por casualidad.
Pero William Heise no volvió a usar su experimento, mientras que Méliès lo convirtió, se podría decir, en su negocio, cuyos límites traspasó con una inventiva natural y una imaginación fecunda. Por lo tanto, nos sentimos tentados a creer en su leyenda, quizás en parte cierta, excepto por el detalle del pegado. En consecuencia, sería un «redescubrimiento» del truco.